# آيت عيسى أو حسين (آيت حاتم الشمالية)
آيت عيسى أو حسين هو دُوَّار يقع بجماعة بوقشمير، إقليم الخميسات، جهة الرباط سلا القنيطرة في المملكة المغربية. ينتمي الدوّار لمشيخة آيت حاتم الشمالية التي تضم 3 دواوير. يقدر عدد سكانه بـ 955 نسمة حسب الإحصاء الرسمي للسكان والسكنى لسنة 2004.

## وصلات خارجية
- البوابة الوطنية للجماعات الترابية
- المندوبية السامية للتخطيط